# Boyden (Iowa)
Boyden es una ciudad situada en el condado de Sioux, en el estado de Iowa, Estados Unidos. Según el censo de 2010 tenía una población de 707 habitantes.

## Geografía
Según la Oficina del Censo de los Estados Unidos, la localidad tiene un área total de 1,94 km², la totalidad de los cuales 1,94 km² corresponden a tierra firme.

## Demografía
Según el censo de 2010, había 707 personas residiendo en la localidad. La densidad de población era de 364,43 hab./km². Había 290 viviendas con una densidad media de 149,48 viviendas/km². El 93,64% de los habitantes eran blancos, el 0,42% afroamericanos, el 0,14% amerindios, el 1,13% asiáticos, el 3,54% de otras razas, y el 1,13% pertenecía a dos o más razas. El 9,48% de la población eran hispanos o latinos de cualquier raza.